# Antoine Griezmann
Antoine Griezmann   (Mâcon, 21 de març de 1991) és un futbolista professional francès que juga actualment a l'Atlètic de Madrid, com a interior o extrem esquerre. És d'origen jenisch.
Nascut i criat a Mâcon, Griezmann va començar la seva carrera professional amb la Reial Societat el 2009, amb la qual va ser campió de Segona Divisió en la seva primera temporada, i cinc anys després va marxar a l'Atlètic de Madrid a canvi d'un traspàs llavors rècord de 30 milions d'euros. Tot i que jugava principalment d'extrem en la seva etapa a la Reial, Griezmann es va adaptar a Madrid a jugar com a davanter pur, i ràpidament va esdevenir la referència de l'equip. Va batre el rècord de gols del club en una primera temporada, i fou nomenat part de l'equip ideal de la lliga 2014-15. També fou millor jugador de la lliga el 2016, i acabà tercer als importants premis Pilota d'Or 2016 i 2016 Best FIFA Men's Player. Griezmann fou nominat novament pels premis el 2018, en què acabà tercer i sisè respectivament, i va ajudar l'Atlético a guanyar la Lliga Europa de la UEFA 2017–18, marcant per partida doble a la final. Griezmann també va guanyar la Supercopa d'Espanya 2014 i la Supercopa d'Europa 2018 durant la seva etapa a Madrid, i va arribar a ser el cinquè màxim golejador de la història del club. El juliol de 2019, Griezmann va deixar l'Atlético per fitxar pel FC Barcelona en una operació de 120 milions d'euros, el quart traspàs més costós de tots els temps.
A nivell de seleccions, va representar el seu país en les categories sub-19, sub-20 i sub-21, i va formar part de l'equip que va guanyar el Campionat Europeu de la UEFA Sub-19 2010 com a local. Va jugar el seu primer partit internacional amb la selecció absoluta el 2014 i va jugar a la Copa del Món d'aquell any, ajudant el seu país a arribar als quarts de final. A l'Eurocopa 2016, França va acabar subcampiona com a amfitriona, mentre que Griezmann va ser el màxim golejador i va ser escollit Jugador del Torneig. Posteriorment va guanyar el Mundial de 2018, torneig en què va marcar quatre gols, cosa que li va valer la Bota de Plata com el segon màxim golejador de la competició, va guanyar la Pilota de Bronze com a tercer millor jugador i va ser nomenat home del partit a la final.

## Trajectòria

### Inicis
Griezmann va començar en les categories inferiors dels equips de la ciutat on va néixer, Mâcon. Així, l'EC Mâcon i l'UF Mâcon van ser els equips en els quals es va començar a formar, alhora, era rebutjat sistemàticament per equips més importants a causa de la seua alçada i la seua fragilitat. Precisament va ser durant les proves amb un d'aquests equips francesos, el Montepellier HSC, quan els scouters de la Reial Societat fan fixar-se en ell. Després d'unes setmanes a prova amb l'equip basc, i després de superar la reticència familiar a viatjar al País Basc, finalment va ser contractat per l'equip donostiarra amb un contracte juvenil i quan tenia només 13 anys.

### Reial Societat
L'adaptació del francès va ser lenta, ja que compaginava l'escola a Baiona amb l'entrenament a Sant Sebastià. Va passar quatre anys en les categories inferiors de l'equip txurri urdin. Finalment la temporada 2009/10, sota les ordres de Martín Lasarte, va passar a formar part del primer equip.
El seu debut oficial es va produir el 2 de setembre del 2009 en un partit de la Copa del Rei contra el Rayo Vallecano. Quatre dies més tard debutava a la Segona Divisió contra el Reial Múrcia. El 27 de setembre d'aquella mateixa temporada marcava el seu primer gol contra l'SD Huesca. El seu paper en l'ascens de la Reial Societat a la Primera Divisió va ser molt destacat.
El 8 d'abril del 2010 va firmar el seu primer contracte professional, un contracte que l'unia durant cinc anys a l'equip donostiarra i amb el qual la seua clàusula de rescissió passava a ser de 30M€.
Després de l'ascens a la Primera Divisió, el 29 d'agost del 2010 va debutar en la màxima competició estatal. El seu primer gol en la màxima competició estatal va ser el 25 d'octubre del mateix any, contra el Deportivo de la Corunya.

### Atletico de Madrid
El 28 de juliol de 2014 l'Atletico de Madrid tanca el traspàs d'Antoine Griezmann a canvi de 30 milions d'euros.

### FC Barcelona
"No marxo de l'Atlético per diners [o] per guanyar la Champions League o per guanyar més copes. Marxo per aprendre un nou estil de joc, noves filosofies [en] un altre equip". 
El 12 de juliol de 2019, el FC Barcelona va anunciar la contractació de Griezmann per cinc anys, pagant els 120 milions d'euros de la seva clàusula de rescissió. Posteriorment el mateix dia, l'Atlètic de Madrid va posar en dubte l'operació, dientq ue s'havien pagat 80 milions menys del que establia la clàusula, dient que Griezmann havia acordat marxar al Barça abans de l'1 de juliol, data en què la clàusula de 200 milions s'havia rebaixat a 120. L'Atlético va dir que "iniciaria els procediments que estimava oportuns per a la defensa dels seus interessaos" i va indicar als mitjans espanyols que planejava reclamar a la FIFA el cas. El 14 de juliol, va ser presentat al Camp Nou i se li va assignar la samarreta amb el número 17, i posteriorment va debutar en amistós al Japó contra el Chelsea FC. El mateix dia, alguns aficionats de l'Atlètic de Madrid varen malmetre la placa de Griezmann a l'exterior del Wanda Metropolitano, mentre el club plantejava una queixa oficial a La Liga, el president de la qual, Javier Tebas, va dir que "és possible blocar el traspàs de [Griezmann's]", però que "La Liga havia [encara] de decidir el curs de les accions". El traspàs fou finalment autoritzat.

#### 2019–20: Temporada de debut
Griezmann va fer el seu debut competititiu el 16 d'agost de 2019 en una derrota per 1–0 contra l'Athletic Club. El 25 d'agost, Griezmann va fer un doblet i una assistència en el seu debut a casa, que acabà en una victòria per 5–2 contra el Reial Betis.
Després de substituir el lesionat Ousmane Dembélé als 26 minuts de la primera part, va fer el seu primer gol en Champions League pel club el 27 de novembre de 2019 en una victòria per 3–1 contra el Borussia Dortmund, assistit per Lionel Messi. En el partit de la Supercopa d'Espanya contra l'Atlètic de Madrid, Griezmann va marcar el segon gol del seu equip contra el seu antic club, en un partit que acabaria en derrota per 2–3. Griezmann va esdevenir el primer jugador del Barça en marcar en totes les competicions en la temporada quan va fer un doblet a la Copa del Rei contra la UE Eivissa en una victòra per 2–1. El 25 de febrer de 2020, Griezmann va marcar el gol de l'empat del Barça en partit de setzens de final de la Champions League que acabà en empat 1-1 contra la SSC Napoli, esdevenint el primer jugador del FC Barcelona després de Messi en marcar en Champions fora de casa en la fase d'eliminatòries des de 2015.

#### 2020–21: Retorn a la forma
L'1 de novembre de 2020, Griezmann va marcar el primer gol de la temporada 2020–21 en un empat 1–1 a fora contra el Deportivo Alavés. El 17 de gener de 2021, Griezmann va marcar un doblet en una derrota per 3–2 contra l'Athletic Club a la final de la Supercopa. El 3 de febrer, Griezmann va marcar i va fer dues assistències en la remuntada del Barça després d'haver començat perdent 2–0 fins al minut 88 per acabar guanyant 5–3 al final del temps afegit contra el Granada CF als quarts de final de la Copa del Rei. A la final de Copa, Griezmann va fer el primer gol en una victòria per 4–0 contra l'Athletic Club i va guanyar així el seu primer trofeu amb el Barça.

## Selecció francesa
El 13 de maig de 2014, l'entrenador de la selecció francesa Didier Deschamps el va incloure a la llista final de 23 jugadors per representar França a la Copa del Món de Futbol de 2014. Va debutar al torneig com a titular en el primer partit de la fase de grups, va jugar els noranta minuts, en el 3-0 de la seua selecció contra la selecció hondurenya. Va arribar a la final d'aquest torneig i va rebre el premi al millor jugador.
El 10 d'octubre de 2021 va ser titular a la final de la Lliga de Nacions de la UEFA 2021 que França va guanyar contra Espanya per 1-2.

## Palmarès
Reial Societat
- 1 Segona Divisió: 2009-10.

Atlético de Madrid
- 1 Lliga Europa de la UEFA: 2017-18.
- 1 Supercopa d'Europa: 2018.[42]
- 1 Supercopa d'Espanya: 2014.

FC Barcelona
- 1 Copa del Rei: 2020–21.[35][43]

Selecció francesa
- 1 Copa del Món: 2018.
- 1 Lliga de les Nacions de la UEFA: 2020-21.
- 1 Campionat d'Europa sub-19: 2010.

## Estadístiques

### Clubs
Actualitzat a l'últim partit jugat l'1 de setembre de 2021.
| Reial Societat Espanya | 2.ª           | 2009-10       | 39  | 6   | 1  | 0  | —  | —  | 40  | 6   | 0,15 |
| Reial Societat Espanya | 1a            | 2010-11       | 37  | 7   | 2  | 0  | —  | —  | 39  | 7   | 0,18 |
| Reial Societat Espanya | 1a            | 2011-12       | 35  | 7   | 3  | 1  | —  | —  | 38  | 8   | 0,21 |
| Reial Societat Espanya | 1a            | 2012-13       | 34  | 10  | 1  | 1  | —  | —  | 35  | 11  | 0,31 |
| Reial Societat Espanya | 1a            | 2013-14       | 35  | 17  | 7  | 3  | 8  | 1  | 50  | 21  | 0,40 |
| Reial Societat Espanya | Total club    | Total club    | 180 | 47  | 14 | 5  | 8  | 1  | 202 | 53  | 0,26 |
| Atlètic de Madrid Espanya | 1a            | 2014-15       | 37  | 22  | 7  | 1  | 9  | 2  | 53  | 25  | 0,47 |
| Atlètic de Madrid Espanya | 1a            | 2015-16       | 38  | 22  | 3  | 3  | 13 | 7  | 54  | 32  | 0,59 |
| Atlètic de Madrid Espanya | 1a            | 2016-17       | 36  | 16  | 5  | 4  | 12 | 6  | 53  | 26  | 0,51 |
| Atlètic de Madrid Espanya | 1a            | 2017-18       | 32  | 19  | 3  | 2  | 14 | 8  | 49  | 29  | 0,59 |
| Atlètic de Madrid Espanya | 1a            | 2018-19       | 37  | 15  | 2  | 2  | 9  | 4  | 48  | 21  | 0,44 |
| Atlètic de Madrid Espanya | Total club    | Total club    | 180 | 94  | 20 | 12 | 57 | 27 | 257 | 133 | 0,52 |
| FC Barcelona Catalunya | 1a            | 2019-20       | 35  | 9   | 4  | 4  | 9  | 2  | 48  | 15  | 0,31 |
| FC Barcelona Catalunya | 1a            | 2020-21       | 36  | 13  | 8  | 5  | 7  | 2  | 51  | 20  | 0,39 |
| FC Barcelona Catalunya | 1a            | 2021-22       | 3   | 0   | 0  | 0  | 0  | 0  | 3   | 0   | 0    |
| FC Barcelona Catalunya | Total club    | Total club    | 74  | 22  | 12 | 9  | 16 | 4  | 102 | 35  | 0,34 |
| Atlètic de Madrid Espanya | 1a            | 2021-22       | 0   | 0   | 0  | 0  | 0  | 0  | 0   | 0   | 0    |
| Atlètic de Madrid Espanya | Total club    | Total club    | 0   | 0   | 0  | 0  | 0  | 0  | 0   | 0   | 0    |
| Total carrera | Total carrera | Total carrera | 434 | 163 | 46 | 26 | 81 | 32 | 561 | 221 | 0,39 |
| (1) inclou dades de Copa del Rei (2010-Act.) y Supercopa d'Espanya (2014-2015, 2019-Act.).(2) inclou dades de Lliga de Campions de la UEFA (2013-Act.); Lliga Europa (2017-18); Supercopa d'Europa (2018).(3) No inclou gols en partits amistosos. |               |               |     |     |    |    |    |    |     |     |      |

### Seleccions
Actualitzat a l'últim partit jugat l'1 de setembre de 2021.
| França                                                                                               | 2014  | 9  | 5  | -  | -  | -  | - | 5  | 0 | 14 | 5  |
| França                                                                                               | 2015  | 10 | 1  | -  | -  | -  | - | -  | - | 10 | 1  |
| França                                                                                               | 2016  | 4  | 1  | 4  | 1  | 7  | 6 | -  | - | 15 | 8  |
| França                                                                                               | 2017  | 4  | 2  | 6  | 3  | -  | - | -  | - | 10 | 5  |
| França                                                                                               | 2018  | 7  | 1  | 4  | 2  | -  | - | 7  | 4 | 18 | 7  |
| França                                                                                               | 2019  | 1  | 1  | 10 | 3  | -  | - | -  | - | 11 | 4  |
| França                                                                                               | 2020  | 2  | 1  | 6  | 2  | -  | - | -  | - | 8  | 3  |
| França                                                                                               | 2021  | 2  | 2  | 3  | 2  | 4  | 1 | -  | - | 9  | 5  |
| Total                                                                                                | Total | 39 | 14 | 33 | 13 | 11 | 7 | 12 | 4 | 95 | 38 |
| (1) inclou dades de classificació de l'Eurocopa, classificació del Mundial i la UEFA Nations League. |       |    |    |    |    |    |   |    |   |    |    |

### Resum estadístic
| Competició           | Partits | Gols | Mitjana |
| -------------------- | ------- | ---- | ------- |
| Lliga nacional       | 434     | 163  | 0,38    |
| Copes nacionals      | 46      | 26   | 0,57    |
| Copes internacionals | 81      | 32   | 0,40    |
| Selecció francesa    | 95      | 38   | 0,40    |
| Total                | 656     | 259  | 0.39    |